# Полин, Алексей Владимирович
Алексе́й Влади́мирович По́лин (28 марта 1910, Тамбовская губерния — 26 февраля 1944, Винницкая область) — красноармеец Рабоче-крестьянской Красной Армии, участник Великой Отечественной войны, Герой Советского Союза (1944).

## Биография
Родился в 1910 году в селе Артёмовка (ныне — Мордовский район Тамбовской области). После окончания начальной школы работал в колхозе.
В феврале 1942 года призван на службу в Рабоче-крестьянскую Красную Армию и направлен на фронт Великой Отечественной войны.
К февралю 1944 года был разведчиком 714-го стрелкового полка 395-й стрелковой дивизии 18-й армии 1-го Украинского фронта. Отличился во время освобождения Винницкой области Украинской ССР
26 февраля 1944 года в критический момент боя в районе села Вишенка ныне Хмельницкого района закрыл своим телом амбразуру немецкого дзота, пожертвовав собой ради успешного выполнения взводом боевой задачи.
Место захоронения — село Вишенка.
Указом Президиума Верховного Совета СССР от 25 августа 1944 года красноармеец Алексей Полин посмертно был удостоен звания Героя Советского Союза и ордена Ленина, ранее был награждён двумя медалями «За отвагу».
В его честь в Вишенке названа улица и установлен бюст.

## Документы
- Информация из донесения о безвозвратных потерях. Именной список (Неправильно записано имя Александр=Алексей). ОБД «Мемориал». Дата обращения: 5 апреля 2015.
- Информация из списков захоронения. ОБД «Мемориал». Дата обращения: 5 апреля 2015.